# (4628) Laplace
(4628) Laplace est un astéroïde de la ceinture principale.

## Description
(4628) Laplace est un astéroïde de la ceinture principale. Il fut découvert par Eric Walter Elst le 7 septembre 1986 à Rozhen. Il présente une orbite caractérisée par un demi-grand axe de 2,6446 UA, une excentricité de 0,1157 et une inclinaison de 11,7994° par rapport à l'écliptique.
Il fut nommé en hommage au mathématicien, astronome et physicien français Pierre-Simon de Laplace.

## Compléments